# Ненсі Аджрам
Ненсі Набіль Аджрам (араб. نانسي نبيل عجرم; латинське написання Nancy Ajram, помилково Agram; нар. 16 травня 1983 у Бейруті) — ліванська поп-виконавиця, співає арабською мовою.

## Біографія
Ненсі Набіль Аджрам народилася у Лівані, дуже популярна в арабському світі (продано понад 30 млн записів) і за його межами (зазвичай визнається найпопулярнішою на Близькому Сході, за нею слідує Гайфа Вагбі). Лауреатка різних конкурсів та нагород. Обличчя компанії Coca-cola на місцевому ринку.
Її музика базується на легких електронних аранжуваннях або ліричних мотивах з обов'язковими використанням арабських традиційних інструментів, у першу чергу перкусії. Виходять відеокліпи, які одразу потрапляють у жорстку ротацію на численних арабських музичних телеканалах.
У жовтні 2008 одружилася з 34-річним стоматологом з Лівану.
У 2011 році приєдналася до суддівської комісії MBC Arab Idol разом із ліванським співаком Ваелем Кфурі, співачкою з Еміратів Ахлам та єгипетським композитором Хасаном Ель-Шафеєм.

## Альбоми
- محتاجلك — Mihtagalak — «Ти мені потрібен» (1998)
- شيل عيونك عني — Sheel Oyoonak Anni — «Подивися мені в очі» (2001)
- يا سلام — Ya Salam — «О, світ» (2003)
- آه و نص — Ah W Noss — «Та й половина» (2004)
- يا طبطب… ودلع — Ya Tabtab…Wa Dallaa — «Чи винна я» (2006)
- شخبط شخابيط — Shakhbat Shakhabit — «Ми малюємо» (2007)
- بتفكر في إيه ? — Betfakkar Fi Eih? — «Про що ти думаєш ?» (2008)
- نانسي 7 — Nancy 7 — «Ненсі 7» (2010)
- سوبر نانسي — Super Nancy — «Супер Ненсі» (2012)

Альбом Shakhbat Shakhabit та супроводжуюча його серія відеокліпів зроблені спеціально для дітей.

## Нагороди
- Murex d'or (2003–2005 — 2007)
- Best Female Singer 2003
- The 11th Cairo International Song Festival
- Oscar best video clip Akhasmak Ah-Arabian Music Award
- Super Star 2005
- Disque d'or 2005 & 2006
- Mobinil Music Award 2007
- World Music Award 2008